# Comuni della Repubblica Ceca (Ch)
Questa pagina contiene l'elenco dei comuni cechi il cui nome inizia con la lettera Ch.
Per ciascun comune sono indicati il distretto e la regione d'appartenenza. I comuni che hanno lo status di città (město) sono indicati in grassetto, quelli che hanno lo status di comune mercato (městys) in corsivo.
| Comune                            | Distretto           | Regione             |
| --------------------------------- | ------------------- | ------------------- |
| Chabařovice                       | Ústí nad Labem      | Ústí nad Labem      |
| Chabeřice                         | Kutná Hora          | Boemia centrale     |
| Chaloupky                         | Beroun              | Boemia centrale     |
| Chanovice                         | Klatovy             | Plzeň               |
| Charvatce                         | Mladá Boleslav      | Boemia centrale     |
| Charváty                          | Olomouc             | Olomouc             |
| Chářovice                         | Benešov             | Boemia centrale     |
| Chbany                            | Chomutov            | Ústí nad Labem      |
| Cheb                              | Cheb                | Karlovy Vary        |
| Chelčice                          | Strakonice          | Boemia meridionale  |
| Cheznovice                        | Rokycany            | Plzeň               |
| Chlebičov                         | Opava               | Moravia-Slesia      |
| Chleby (Benešov)                  | Benešov             | Boemia centrale     |
| Chleby (Nymburk)                  | Nymburk             | Boemia centrale     |
| Chleny                            | Rychnov nad Kněžnou | Hradec Králové      |
| Chlistov                          | Klatovy             | Plzeň               |
| Chlístov (Boemia centrale)        | Benešov             | Boemia centrale     |
| Chlístov (Hradec Králové)         | Rychnov nad Kněžnou | Hradec Králové      |
| Chlístov (Vysočina)               | Třebíč              | Vysočina            |
| Chlístovice                       | Kutná Hora          | Boemia centrale     |
| Chlum (Boemia centrale)           | Benešov             | Boemia centrale     |
| Chlum (Boemia meridionale)        | Strakonice          | Boemia meridionale  |
| Chlum (Liberec)                   | Česká Lípa          | Liberec             |
| Chlum (Plzeň-jih)                 | Plzeň-jih           | Plzeň               |
| Chlum (Rokycany)                  | Rokycany            | Plzeň               |
| Chlum (Vysočina)                  | Třebíč              | Vysočina            |
| Chlum Svaté Maří                  | Sokolov             | Karlovy Vary        |
| Chlum u Třeboně                   | Jindřichův Hradec   | Boemia meridionale  |
| Chlum-Korouhvice                  | Žďár nad Sázavou    | Vysočina            |
| Chlumany                          | Prachatice          | Boemia meridionale  |
| Chlumčany (Plzeň)                 | Plzeň-jih           | Plzeň               |
| Chlumčany (Ústí nad Labem)        | Louny               | Ústí nad Labem      |
| Chlumec (Boemia meridionale)      | Český Krumlov       | Boemia meridionale  |
| Chlumec (Ústí nad Labem)          | Ústí nad Labem      | Ústí nad Labem      |
| Chlumec nad Cidlinou              | Hradec Králové      | Hradec Králové      |
| Chlumek                           | Žďár nad Sázavou    | Vysočina            |
| Chlumětín                         | Žďár nad Sázavou    | Vysočina            |
| Chlumín                           | Mělník              | Boemia centrale     |
| Chlumy                            | Plzeň-jih           | Plzeň               |
| Chlustina                         | Beroun              | Boemia centrale     |
| Chmelík                           | Svitavy             | Pardubice           |
| Chmelná                           | Benešov             | Boemia centrale     |
| Chobot                            | Strakonice          | Boemia meridionale  |
| Choceň                            | Ústí nad Orlicí     | Pardubice           |
| Chocenice                         | Plzeň-jih           | Plzeň               |
| Chocerady                         | Benešov             | Boemia centrale     |
| Chocnějovice                      | Mladá Boleslav      | Boemia centrale     |
| Chocomyšl                         | Domažlice           | Plzeň               |
| Chodouň                           | Beroun              | Boemia centrale     |
| Chodouny                          | Litoměřice          | Ústí nad Labem      |
| Chodov (Sokolov)                  | Sokolov             | Karlovy Vary        |
| Chodov (Karlovy Vary)             | Karlovy Vary        | Karlovy Vary        |
| Chodov (Plzeň)                    | Domažlice           | Plzeň               |
| Chodová Planá                     | Tachov              | Plzeň               |
| Chodovlice                        | Litoměřice          | Ústí nad Labem      |
| Chodská Lhota                     | Domažlice           | Plzeň               |
| Chodský Újezd                     | Tachov              | Plzeň               |
| Cholenice                         | Jičín               | Hradec Králové      |
| Cholina                           | Olomouc             | Olomouc             |
| Choltice                          | Pardubice           | Pardubice           |
| Chomle                            | Rokycany            | Plzeň               |
| Chomutice                         | Jičín               | Hradec Králové      |
| Chomutov                          | Chomutov            | Ústí nad Labem      |
| Chomýž                            | Kroměříž            | Zlín                |
| Choratice                         | Benešov             | Boemia centrale     |
| Chornice                          | Svitavy             | Pardubice           |
| Chorušice                         | Mělník              | Boemia centrale     |
| Choryně                           | Vsetín              | Zlín                |
| Choťánky                          | Nymburk             | Boemia centrale     |
| Chotěboř                          | Havlíčkův Brod      | Vysočina            |
| Chotěbudice                       | Třebíč              | Vysočina            |
| Chotěbuz                          | Karviná             | Moravia-Slesia      |
| Choteč (Boemia centrale)          | Praha-západ         | Boemia centrale     |
| Choteč (Hradec Králové)           | Jičín               | Hradec Králové      |
| Choteč (Pardubice)                | Pardubice           | Pardubice           |
| Chotěmice                         | Tábor               | Boemia meridionale  |
| Chotěnov                          | Svitavy             | Pardubice           |
| Chotěšice                         | Nymburk             | Boemia centrale     |
| Chotěšov (Plzeň)                  | Plzeň-jih           | Plzeň               |
| Chotěšov (Ústí nad Labem)         | Litoměřice          | Ústí nad Labem      |
| Chotětov                          | Mladá Boleslav      | Boemia centrale     |
| Chotěvice                         | Trutnov             | Hradec Králové      |
| Chotíkov                          | Plzeň-sever         | Plzeň               |
| Chotilsko                         | Příbram             | Boemia centrale     |
| Chotiměř                          | Litoměřice          | Ústí nad Labem      |
| Chotiněves                        | Litoměřice          | Ústí nad Labem      |
| Chotovice (Liberec)               | Česká Lípa          | Liberec             |
| Chotovice (Pardubice)             | Svitavy             | Pardubice           |
| Choťovice                         | Kolín               | Boemia centrale     |
| Chotoviny                         | Tábor               | Boemia meridionale  |
| Chotusice                         | Kutná Hora          | Boemia centrale     |
| Chotutice                         | Kolín               | Boemia centrale     |
| Chotýčany                         | České Budějovice    | Boemia meridionale  |
| Chotyně                           | Liberec             | Liberec             |
| Chotýšany                         | Benešov             | Boemia centrale     |
| Choustník                         | Tábor               | Boemia meridionale  |
| Choustníkovo Hradiště             | Trutnov             | Hradec Králové      |
| Chožov                            | Louny               | Ústí nad Labem      |
| Chraberce                         | Louny               | Ústí nad Labem      |
| Chrast                            | Chrudim             | Pardubice           |
| Chrást (Nymburk)                  | Nymburk             | Boemia centrale     |
| Chrást (Plzeň)                    | Plzeň-město         | Plzeň               |
| Chrást (Příbram)                  | Příbram             | Boemia centrale     |
| Chrastava                         | Liberec             | Liberec             |
| Chrastavec                        | Svitavy             | Pardubice           |
| Chrastavice                       | Domažlice           | Plzeň               |
| Chrášťany (Benešov)               | Benešov             | Boemia centrale     |
| Chrášťany (Boemia meridionale)    | České Budějovice    | Boemia meridionale  |
| Chrášťany (Kolín)                 | Kolín               | Boemia centrale     |
| Chrášťany (Praha-západ)           | Praha-západ         | Boemia centrale     |
| Chrášťany (Rakovník)              | Rakovník            | Boemia centrale     |
| Chraštice                         | Příbram             | Boemia centrale     |
| Chrášťovice                       | Strakonice          | Boemia meridionale  |
| Chrbonín                          | Tábor               | Boemia meridionale  |
| Chroboly                          | Prachatice          | Boemia meridionale  |
| Chromeč                           | Šumperk             | Olomouc             |
| Chropyně                          | Kroměříž            | Zlín                |
| Chroustov                         | Nymburk             | Boemia centrale     |
| Chroustovice                      | Chrudim             | Pardubice           |
| Chrtníč                           | Havlíčkův Brod      | Vysočina            |
| Chrtníky                          | Pardubice           | Pardubice           |
| Chrudichromy                      | Blansko             | Moravia meridionale |
| Chrudim                           | Chrudim             | Pardubice           |
| Chrustenice                       | Beroun              | Boemia centrale     |
| Chržín                            | Kladno              | Boemia centrale     |
| Chřenovice                        | Havlíčkův Brod      | Vysočina            |
| Chřibská                          | Děčín               | Ústí nad Labem      |
| Chříč                             | Plzeň-sever         | Plzeň               |
| Chudčice                          | Brno-venkov         | Moravia meridionale |
| Chudenice                         | Klatovy             | Plzeň               |
| Chudenín                          | Klatovy             | Plzeň               |
| Chuderov                          | Ústí nad Labem      | Ústí nad Labem      |
| Chudeřice                         | Hradec Králové      | Hradec Králové      |
| Chudíř                            | Mladá Boleslav      | Boemia centrale     |
| Chudoslavice                      | Litoměřice          | Ústí nad Labem      |
| Chuchelna                         | Semily              | Liberec             |
| Chuchelná                         | Opava               | Moravia-Slesia      |
| Chvalatice                        | Znojmo              | Moravia meridionale |
| Chvalčov                          | Kroměříž            | Zlín                |
| Chvaleč                           | Trutnov             | Hradec Králové      |
| Chválenice                        | Plzeň-město         | Plzeň               |
| Chvaletice                        | Pardubice           | Pardubice           |
| Chvalíkovice                      | Opava               | Moravia-Slesia      |
| Chvalkovice (Hradec Králové)      | Náchod              | Hradec Králové      |
| Chvalkovice (Moravia meridionale) | Vyškov              | Moravia meridionale |
| Chvalnov-Lísky                    | Kroměříž            | Zlín                |
| Chvalovice (Boemia meridionale)   | Prachatice          | Boemia meridionale  |
| Chvalovice (Moravia meridionale)  | Znojmo              | Moravia meridionale |
| Chvalšiny                         | Český Krumlov       | Boemia meridionale  |
| Chvatěruby                        | Mělník              | Boemia centrale     |
| Chvojenec                         | Pardubice           | Pardubice           |
| Chyjice                           | Jičín               | Hradec Králové      |
| Chyňava                           | Beroun              | Boemia centrale     |
| Chýně                             | Praha-západ         | Boemia centrale     |
| Chýnice                           | Praha-západ         | Boemia centrale     |
| Chýnov                            | Tábor               | Boemia meridionale  |
| Chýstovice                        | Pelhřimov           | Vysočina            |
| Chyše                             | Karlovy Vary        | Karlovy Vary        |
| Chyšky                            | Písek               | Boemia meridionale  |
| Chyšná                            | Pelhřimov           | Vysočina            |
| Chýšť                             | Pardubice           | Pardubice           |